# 區歲樂
區歲樂（英語：John Philip Aserappa，1917年5月21日－1994年1月），英國殖民地官員，於英屬錫蘭及英屬香港任職，曾任新界民政署長、徙置事務處長、大埔及元朗理民官等職。

## 生平
區歲樂生於1917年5月，為斯里蘭卡的主體民族僧伽羅人，其父李察·亨伯特·區歲樂（Richard Humbert Aserappa，1874-1966）是錫蘭出生的本地人。他在劍橋大學取得文學士學位後，於1939年11月加入英屬錫蘭政府任職公務員，並在當地的印花稅部門任助理收稅員，負責處理收取所得稅及遺產稅的工作。
1949年，區歲樂轉到香港政府任職，並於同年2月起任二級官學生（Cadet Officer II），6月起任輔政司署助理輔政司，亦曾任助理人事登記處長。1950年12月，區歲樂任職元朗理民官。1951年6月，他改任大埔理民官。在任大埔理民府期間，他對沙田的建設頗有建樹，如擇定銅鑼灣村校址建立公共學校，以及在沙田闢建大型市場及增設新街市。其後，沙田新市於1952年聖誕正式開幕，成為當時沙田區內的重大事件。1953年2月至10月間，區歲樂返回英國度假，遺缺由鐸慈接任。
1953年10月，區歲樂轉任市政總署助理署長，負責籌備成立房屋管理處。1955年8月，他再度回歸輔政司署任助理輔政司。1956年6月，區歲樂在黎敦義離任大埔理民官後短暫接任此職，並於華樂庭履新後離任，轉任新界理民府的理民官。1958年5月，他出任署任徙置事務處長一職，並於1960年1月轉正。同年8月，他升任為一級官學生，並於翌年晉升為首長級乙級政務官。1959年，徙置事務處與社會福利署合作成立徙置區居民貸款儲蓄會，為徙置區居民提供免息分期貸款，革除當時徙置區內的高利貸活動。同時，他在任期間亦建設徙置工廠大廈以安置寮屋區的小型工廠，以及推行清除及禁建木屋的政策。
1962年4月，區歲樂出任新界民政署長。同年9月，新界地區在溫黛風災中損失嚴重，他與新界的鄉事領袖共同處理災後的善後問題。他在任內主要面對鄉民持續反對新界土地政策的問題，包括收地賠償、建屋限制、鄉村發展藍圖及農地改變用途等議題。1964年6月，區歲樂任滿離任，並返英休假至翌年1月。1966年6月，新界民政署長一職由時任副輔政司黎保德接任。1968年2月，他接替退休的巴悌再度出任徙置事務處長。在第二次執掌徙置事務處間，他主要處理改善徙置區住戶調遷、建設徙置區地點及寮屋區居民安置等問題。1970年8月，區歲樂從港府退休，職務由徐家祥接掌。
1994年1月，區歲樂於英格蘭薩里郡逝世，享年76歲。

## 家庭
區歲樂有一名哥哥Richard及姐姐Hetty。其妻為瑪莉·伯德（Mary Bird，1911年生）。